# Чекилдек
Чекилдек (кирг. Чекилдек) — высокогорное село Кочкорского района. Входит в состав Семиз-Бельского аильного округа в Нарынской области Кыргызской Республики.
Население в 2009 году составляло 987 человек. Жители занимаются, в основном, животноводством.
Расположено в районе ожидаемых землетрясений II категории опасности с балльностью 5-7